# 标准化
，英文為，又可翻譯為規格化、一致化、統一化、制度化，指的是先制定一个清晰明確、簡單易懂且沒有任何歧義的规则，再強迫該體系內的所有產品都要滿足这个规则，久而久之就演變成一种絕對標準的過程。

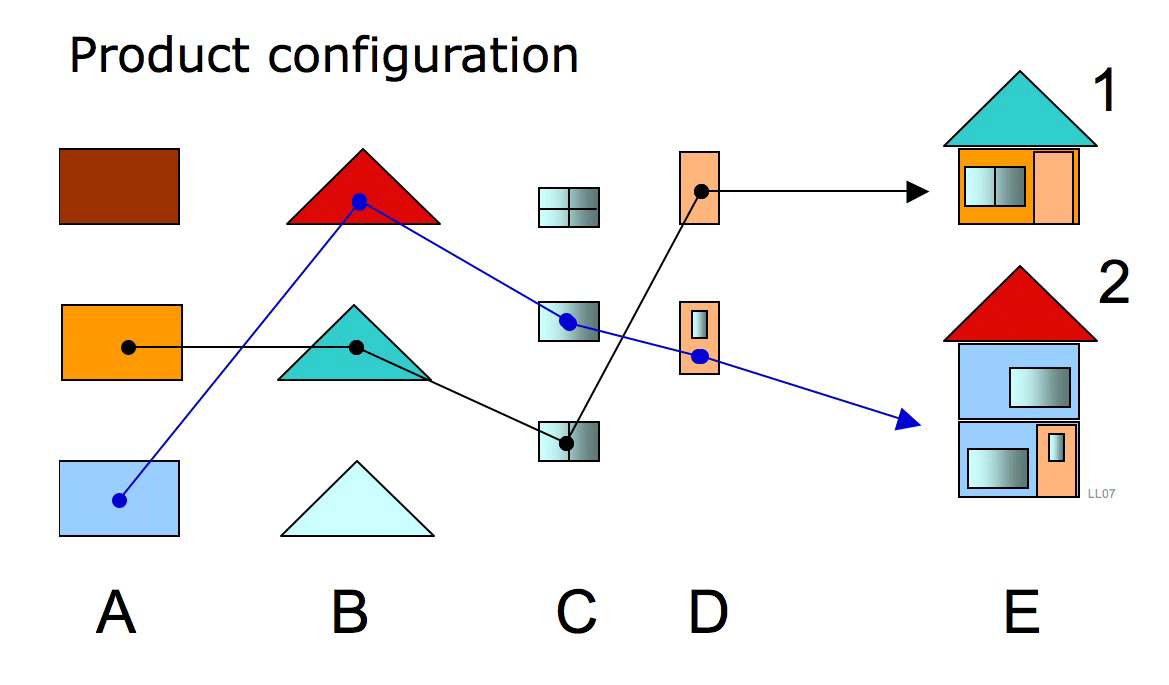
基於“自定義”前提下的“標準化房屋”。這些房子的部件可以任意互換組合，使推出新產品只要更動最少零件，其他都沿用，就能再組裝成最後產品

自工業時代以來，地球的各行各業都在經歷“標準化”，這個較為複雜的概念在現代世界廣泛傳播，幫助全人類對大多数的地球事務擁有起一套共同的認知。在商業環境中，标准化包括了征求企業、用戶、利益集團、標準組織和政府在內的各方的共識，以討論出的業界標準，好的標準化必須有助於提高兼容性、互操作性、可重复性、安全性或品质。19～20世紀，標準化在度量衡、商業、教學、軍事科學、語言學習等領域中有著極大的進步作用，能快速提高效率，在更短時間內完成更多複雜的事情。不過，標準化並非都是優點，過度統一的規則會在藝術、文學、哲學、政治思想等領域造成嚴重的負面效果。進入21世紀後，正常的標準化過程應該在不破壞制度的前提下允許大量的自由，例如自定義設計、自定義模塊和自定義次級規則。

## 标准化的內容
标准化是指建立技术标准的过程。技术标准可以是标准技术规范、标准测试方法、标准定义、标准操作规程等等。
在社会批评和社会科学的背景下，标准化过程常常指的是为处理人员、人际交往、各种案例等等而建立各种标准及提高效率的过程。这样的例子包括法庭司法程序的形式化、统一的精神疾病诊断标准的建立。在这种意义上，人们在谈论标准化时往往还会同时提到大规模的社会变革，如社会的现代化、官僚化、同质化和集中化，或者同义于此类社会变革。
在业务信息交换的背景下，标准化则指的是为特定的业务过程制定采用特定语法的数据交换标准。目前，此类标准通常是由自愿型共识标准团体来制定的，如联合国贸易促进与电子商务中心 （页面存档备份，存于）、万维网联盟（World Wide Web Consortium）以及结构化信息标准促进组织 （页面存档备份，存于）。
在军事背景下，则可将标准化定义为：为了在行动、操作、材料、技术以及行政管理方面取得和维持所需水平的兼容性、可交换性和共同特性，实现互操作性，从而建立和实施各种思想、概念、原则、操作规程以及设计的过程。
标准化至少有四种水平：兼容性、可交换性、共同特性和引用。这些标准化过程建立的是兼容性、相似性、度量和符号方面的标准。

## “标准化”一词的其他用法
- 在统计学领域，标准化指的是向标准得分的转换。参见标准化 (统计学)。
- 在测验理论方面，标准化指的是在精确，指定而又可重复的条件下所进行的测量或评估。
- 在供应链管理方面，标准化指的是用于提高零部件、过程、产品或采购活动的共同特性的方法。此类变更将使得人们能够推迟做出制造或采购决策，从而减少在拥有许多非标准元件时所见到的变异程度。
- 从新制度经济学的观点来说，“标准化过程”起始于一种称为“协作困境”（coordination dilemma）的社会问题。作为一种“自愿型规范”，“标准”有助于促进协作困境的解决，实现互利共赢；因而，标准同时也被称为社会困境的一种解决方案。

## 标准化过程的类型
- 以事实型标准的身份出现：传统惯例、具有市场主导地位的规则等等
- 由某个标准组织来制定：
  - 采取封闭的共识形成过程：对成员资格有所限制，且往往对投票成员之间的正当程序设有正式的规程
  - 采取开放的共识形成过程：通常对所有感兴趣和具有字纸的参与方开放，且对正当程序事项设有正式的规程
- 由政府或管理机构来制定
- 由某家公司、联盟或同业公会来制定

## 标准化的目的和作用
标准化可有助于相对于单一供应商的独立性（商品化）、兼容性、互操作性、可重复性、安全或品质。在包括经济学在内的社会科学领域里，标准化的思想与协作问题的解决息息相关。在标准化的情况下，所有各方均可实现互利共赢，但只能是通过作出相互协调一致的决策来实现。在工业或技术方面，竞争过程中形成的技术标准往往并不会妨碍竞争。比如，GSM手机标准和國際單位制都是竞争过程中孕育出来的标准化产物。

## 标准组织
正式的标准组织，如国际标准化组织（International Organization for Standardization）或美国国家标准研究院（American National Standards Institute），独立于或者说并不依赖于其发布标准所针对的商品的制造商。

### 国家标准团体
一般来说，各个国家或经济体分别都设有单独一个公认的国家标准团体（National Standards Body）。例如，ABNT、ANSI、BSI、DGN、DIN、IRAM（Instituto Argentino de Normalización y Certificación）、JISC、KATS（Korean Agency for Technology and Standards）、SABS、SAC、SCC（Standards Council of Canada）、SIS、SNZ。NSB很可能就是相应经济体在ISO内的唯一成员。
NSB可能是公立机构、私立机构，或者甚至是二者的混合体。例如，就以加拿大、墨西哥和美国的三个NSB来说，它们分别是SCC（Standards Council of Canada）、墨西哥标准总局（Dirección General de Normas，DGN）和ANSI。SCC是一家加拿大国有公司（Crown Corporation），DGN是墨西哥经济部下属的一家政府机构，而ANSI则是一家由私营和公立部门的成员组成的501(c)(3)非营利性组织。关于特定经济体的NSB究竟是属于公立还是私营机构，其决定因素可能包括私营部门在相应经济体公共事务之中所扮演的历史和传统角色或者该经济体的发展阶段。

## 标准

### 标准类出版物
目前，现行的许多技术规范支配着各种设备和软件在国际互联网上的运行与交互。为了保留“标准”一词作为ISO之类相对公平团体的领地，比如，W3C发布的称为“建议”（Recommendations），IETF发布的称为“征求意见稿”（Request for Comments）。有时，这些出版物也被称作标准。草案和工作文件则不应当被视为正式公布的标准。

### 标准的类型
在标准当中，一些是强制型标准，而另一些则是自愿型标准的。就一些自愿标准而言，只要选择采用它，就可以获得和使用该标准。事实型标准（de facto standards）是指具有非正式主宰地位的规范或要求。法定标准（de jure standards）是指正式的法律要求。
标准可分为下列类型：
- 事实型标准：意味着对于这些标准的遵循是因为非正式的惯例或优势运用。
- 法定标准：此类标准是具有法律约束力的合同、法律或法规的组成部分。
- 自愿型标准：公开发布且现成可用，以便供人们考虑采用。

## 标准制定和选择过程中的注意事项
已经发布的标准的存在并不一定就意味着该标准就有效实用或者正确无误。仅仅是表面上印有标准编号，本身并不就意味着其适合于任何的特定用途。那些使用标准或标准服务的人们（工程师、工会等）或者制定标准的人们（建筑规范制定者、政府、行业等），有责任去考虑当时现有的标准，指定正确的标准，坚持实现对于标准的遵循并对其加以正确的运用。对于适合性的验证和确认是不可或缺的工作。